# Tretioscincus agilis
Tretioscincus agilis là một loài thằn lằn trong họ Gymnophthalmidae. Loài này được Ruthven mô tả khoa học đầu tiên năm 1916.